# Rafinha Bastos
Rafael "Rafinha" Bastos Hocsman (Porto Alegre, 5 de diciembre de 1976) es un comediante, actor, presentador de televisión y periodista brasileño.

## Biografía
Rafinha Bastos nació en una familia de origen judío, se graduó como periodista en la Universidad Católica de Rio Grande do Sul (PUCRS). Comenzó su carrera en la televisión que trabajan en la Rede Manchete (entre 1997 y 1999), TVE RS (1999 a 2001) y RBS TV (entre 2001 y 2006). Actualmente se trabaja la Rede Bandeirantes de Televisión.
Al término de su universidad, viajó a los Estados Unidos con planes para invertir en otra carrera: la de un jugador de baloncesto debido a su altura de 2,00 m, el deporte practicado profesionalmente hasta que veinticinco años. En 1999, Rafinha compitió en la Universidad de la Liga Americana (NCAA) de la Universidad de Nebraska-Lincoln, donde tuvo su primer contacto con el Stand-up Comedy.
Estar fuera de Brasil, decidió crear una página web para comunicar-se con sus amigos de Brasil y humor. El sitio fue creciendo y llegando a ser la Página do Rafinha y posteriormente incorporado en el contenido humorístico de Terra.
En 2002, Rafinha se trasladó a São Paulo, donde comenzó a presentar programas de TV en línea y abierto para el público joven. En 2004 trabajó en el mercado de la publicidad, la participación en campañas para marcas como Club Social, Volkswagen, Vivo, Nova Schin, entre otros. La entrada en este nuevo mercado también marcó su debut en el escenario. En 2004, se llegará a los cines, junto con Marcelo Mansfield y Marcela Leal, con la comedia de la serie "Mondo Canne". En 2005, junto con Márcio Ribeiro y Henrique Pantarotto, puso en marcha el Clube da Comédia Stand Up.
En 2007, Rafinha Bastos comenzó a experimentar un show de comedia erótica llamada Privé 89, junto con la radialista Dani Taranha, en la Radio 89 FM Sao Paulo.
Rafinha también protagonizó la serie de televisión Mothern, que se muestra por GNT. También he participado en el espectáculo de humor Improvável, y también tiene un cameo en la serie Descolados, en la MTV Brasil, como un actor.
Actualmente es presentador del programa Custe o Que Custar, de la Rede Bandeirantes y desde mayo de 2010, es parte del programa A Liga, muestra la misma estación.
En 2010, junto con Danilo Gentili y el productor Italo Gusso abrió en la Rua Augusta, en São Paulo, club de la comedia primero de Brasil, llamó a Comedians. El sitio cuenta con un molde del género tradicional de los hogares estadounidenses.
En 2017 participó como host de Brasil en la serie de Netflix Ultimate Beastmaster.

## Polémicas

### Acusaciones de incitación de violación
En una entrevista con la revista Rolling Stone de mayo de 2011, causó controversia al declarar:

Mulheres feias deveriam agradecer caso fossem estupradas, afinal os estupradores estavam lhes fazendo um favor, uma caridade.
(en español: Las mujeres feas deberían agradecer en caso de ser violadas, después de todo los violadores les estaban haciendo un favor, una obra de caridad)

Mediante esta declaración, fue acusado de incitación a la violación, lo que provocó la investigación de la Ministério Público Federal. La solicitud de investigación es el fiscal de distrito de Valéria Diez Scarance Fernandes, coordinador del Centro de Lucha contra la Violencia Doméstica y Familiar. La Secretaría de Políticas para las Mujeres (SPM) del gobierno federal brasileño emitió un comunicado en repudio a las bromas del presentador y la creación de la oficina N º 926/2011 del Ministerio Público Federal, entendiendo que tales declaraciones están aceptando el delito de violación.

### Wanessa
En la edición del 19 de septiembre de 2011, el comediante dijo que la frase siguiente después de la proyección de un material en el programa Custe o Que Custar, con la participación de Wanessa cantante, quien está embarazada:

Comeria ela e o bebê. 
 (en español: la comería a ella y al bebe.)

La broma ha provocado controversia en los medios de comunicación y dentro del programa. Marco Luque repudió la broma y la llamó estúpida: "Yo, como padre, yo entiendo y apoyo a la rebelión y la indignación de los Marcus Buaiz, un hombre que conozco y respeto. Si se hiciera una broma con este telón de fondo a mi familia, seguramente se sentirían ofendidos. Sin duda, una estúpida broma de muy mal gusto". El cantante optó por el silencio y no hizo comentarios sobre el caso. La broma de la comediante fue suspendido de la edición del 3 de octubre de 2011, siendo reemplazado por Monica Iozzi. Durante el programa, el ánimo del público en su perfil de microblog en Twitter fotos con modelos en bikini, acompañada de la frase "¡Qué noche triste para mí.". Al ser entrevistado por el portal iG, respondió todas las preguntas con una receta de pastel de naranja.
Junto con el creador del blog Jacaré Banguela (Yacaré Banguela, en español), Rodrigo Fernandes, hizo dos videos burlándose del hecho. En la primera, con Fernando Muylaert (que es una peluca y gafas de sol), titulado "Rafinha Bastos em Churrascaria" (Rafinha Bastos en Churrasquería, en español) muestra el comediante en una rotación negar cualquier tipo de carne en relación con los bebés. Un segundo vídeo, con la participación de Oscar Filho, Danilo Gentili y humorista Murilo Gun, mostra Oscar y Danilo comentó que el cómico "se puede perder". A continuación, la imagen muestra Rafinha haciendo, literalmente, un fracaso - sólo durante un partido de fútbol.
El 13 de octubre, Wanessa y su marido, Marcus Buaiz presentó una demanda por daños contra el comediante. De acuerdo con el sitio web UOL, Wanessa puede recibir 100 mil reais de compensación por lo sucedido, la pareja abogado Fernanda Parodi dijo por teléfono el sitio "Esta cantidad es una estimación, el valor de la caja se fijó en 100 mil reais, pero será el juez conjunto, más o menos", comentó. Si el cantante gana el caso de que se ha comprometido a indemnizar a la caridad.